# 短梗涩荠
短梗涩荠（学名：Malcolmia brevipes）为十字花科涩荠属下的一个种。

## 扩展阅读
- 維基物種上的相關：短梗涩荠